# Hugo Colace
Hugo Colace (Buenos Aires, Argentina, 6 de enero de 1984) es un futbolista argentino. Se desempeña como mediocampista y su equipo actual es Paceco 1976 de la Serie D de Italia.  

## Carrera
Nacido en Buenos Aires, Colace se unió a Flamengo, el 30 de agosto de 2007, y el 23 de septiembre de 2007, que jugó su primer partido como jugador de Flamengo, un Campeonato Brasileiro partido contra Juventude en el estadio Alfredo Jaconi, en el que entró desde el banco por Cristian. Se unió al Club Inglés de Barnsley en un contrato de tres años, el 27 de junio de 2008.  Durante la temporada 2009-10, Colace anotó 8 goles en todas las competiciones. Recibió jugador del Barnsley de la temporada y del jugador del jugador del premio la temporada el 21 de abril de 2010, pero no estaba interesado en la firma de un nuevo contrato. Finalmente accedió a regresar a Oakwell el 20 de julio de 2010, la firma de un contrato de dos años.
Listado de préstamo debido a una pérdida en forma de Barnsley, en 31 de mayo 2011 Colace firmó con el club mexicano Estudiantes Tecos. Tecos fue relegado en la temporada 2011-12 y se unió a la Ligue 2 lado AJ Auxerre en septiembre de 2012.

## Clubes
| Club                       | País       | Año             |
| -------------------------- | ---------- | --------------- |
| Argentinos Juniors         | Argentina  | 2001 - 2004     |
| Newell's Old Boys          | Argentina  | 2005 - 2008     |
| Estudiantes de La Plata    | Argentina  | 2007            |
| Flamengo                   | Brasil     | 2007 - 2008     |
| Barnsley FC                | Inglaterra | 2008 - 2011     |
| Estudiantes Tecos          | México     | 2011 - 2012     |
| AJ Auxerre                 | Francia    | 2012 - 2013     |
| Independiente (Mza.)       | Argentina  | 2013 - 2014     |
| All Boys                   | Argentina  | 2014            |
| Club Olimpo                | Argentina  | 2015            |
| Deportivo Capiatá          | Paraguay   | 2016            |
| Mons Calpe S.C             | Gibraltar  | 2016 - 2017     |
| Clube Atlético de Valdevez | Portugal   | 2017 - 2018     |
| Paceco 1976                | Italia     | 2018 - Presente |